# Doktor Żywago (musical)
Doktor Żywago (ang. Doctor Zhivago) – musical stworzony przez Lucy Simon (muzyka), Michaela Wellera (libretto) oraz Michaela Korie i Amy Powers (teksty piosenek). Powstał na podstawie adaptacją nagrodzonej literackim Noblem powieści Borysa Pasternaka „Doktor Żywago” z 1957 roku. Opowiada o zawiłych losach tytułowego bohatera – lekarza, poety – Jurija Żywagi i jego kochanki Lary Guichard rozgrywających się na tle historycznych przemian Rosji – od początku XX wieku, przez rewolucję lutową i październikową, wojnę domową aż do lat trzydziestych XX w.
Światowa premiera musicalu miała miejsce 19 lutego 2011 w The Lyric Theatre w Sydney. Polska prapremiera musicalu odbyła się w białostockiej Operze i Filharmonii Podlaskiej w dniu 15 września 2017 roku, którą wyreżyserował Jakub Szydłowski.

## Fabuła

### Akt I
Przedrewolucyjna Moskwa to „Światy dwa”: elita i biedota, mieszczaństwo i rewolucjoniści. Jurij Żywago, sierota, zostaje sam po pogrzebie ojca utracjusza. Za namową prawnika rodziny, Wiktora Komarowskiego, adoptują go zamożni przyjaciele domu, Aleksander i Anna Gromieko. Jurij zaprzyjaźnia się z córką przybranych rodziców, Tonią, jego rówieśnicą. Młoda Lara Guichard, pomaga w pracowni krawieckiej owdowiałej matki. Wyrasta na wielką piękność i wpada w oko Komarowskiemu, kochankowi matki, który zaczyna skłaniać się ku córce. Prawnik uwodzi dziewczynę. Lara utrzymuje ten związek w tajemnicy przed narzeczonym, Paszą Antipowem, studentem idealistą walczącym o nową Rosję. Kiedy Komarowski grozi jej ujawnieniem romansu, Lara postanawia zakończyć go raz na zawsze – przy pomocy rewolweru, który Pasza dał jej na przechowanie.
Jura Żywago kończy medycynę i jest początkującym poetą. Bierze ślub z Tonią w przededniu zbliżającej się wojny Rosji z Niemcami. Podczas wesela w domu Gromieków goście słuchają toastu Komarowskiego, gdy nagle pojawia się Lara i strzela do prawnika. Pudłuje, raniąc przypadkowego gościa. Opatrując rannego Żywago odczuwa nagłą fascynację odważną kobietą, działającą pod wpływem emocji.
Odbywają się także „Zaślubiny” Lary i Paszy. Studenci piją za zdrowie swojego przywódcy, Paszy Antipowa. Młody mężczyzna wstąpił do carskiej armii, aby szerzyć bolszewizm wśród żołnierzy. Żartobliwy prezent od kolegów zostaje okrzyczany „Darem bożym”. Kiedy młodzi zostają sami na noc, Pasza wyznaje, że jest prawiczkiem, a Lara przyznaje się do romansu z Komarowskim. Jej mąż w szoku wybiega na miasto. Lara rusza za nim, zamiast Paszy spotyka jednak doktora Żywagę, który także wybiera się na front, powołany jako lekarz.
Na dworcu kolejowym Jura i Tonia przyrzekają sobie każdego wieczoru oglądać o tej samej porze „Księżyca blask” i myśleć o sobie nawzajem. Kiedy jednak Żywago dociera na front, księżyc przypomina mu jedynie o bezsensie wojny i o bezcelowości jego własnego życia.
Żołnierze w okopach modlą się, nim dostaną rozkaz „Naprzód marsz!” wydany przez dowódcę, Gintsa. Jednym z nich jest Pasza Antipow. Udało mu się zasiać ziarna buntu u młodego, naiwnego Janko, który jako pierwszy odnosi ranę w walce z nieprzyjacielem. Doktor Żywago nie wierzy własnym oczom, kiedy jego nową pielęgniarką-wolontariuszką okazuje się Lara, poszukująca zaginionego na froncie męża. Jura dowiaduje się, że jeden z jego wierszy stał się bardzo popularny, Lara odkrywa, że jest to wiersz o niej. Ich spotkanie przerywa przybycie Janko, który wpada do namiotu ranny i traci przytomność. Lekarz i pielęgniarka ratują mu życie, wytwarza się pomiędzy nimi milcząca więź. Tymczasem Tonia, czytając w Moskwie listy od męża, zaczyna się domyślać, że wisi „Coś w powietrzu”.
Podczas odwrotu żołnierze walczą o miejsca w pociągu. Janko jest śmiertelnie ranny i umiera na rękach Żywagi i Lary. Pielęgniarka znajduje w kieszeni chłopaka niewysłany list do ukochanej o imieniu Katerina. Po raz pierwszy, właśnie Jurij i Lara otwierają przed sobą serca, ale ponownie się rozstają. Ona powraca do rodzinnego Juratina pod Uralem. Żywago do Moskwy, do żony, syna i teściów. W chaosie ewakuacji Pasza zabija strzałem dowódcę, Gintsa. Nie będzie już więcej przelewana „Na śniegu krew” w imię bezcelowej wojny. Od tej pory on i zbuntowani żołnierze będą walczyć o „prawa zwykłych ludzi”.
Kiedy Jurij wraca z frontu w Moskwie trwa już rewolucja, której celem jest „Doskonały świat”. Rodzina doktora tłoczy się na poddaszu własnego domu, niegdyś wspaniałej rezydencji. Mały Sasza, syn Jurija, który urodził się pod jego nieobecność, traktuje go jak obcego. Wiersze Żywagi stają się obiektem krytyki komunistycznego Związku Pisarzy, bo nie wyrażają się wystarczająco entuzjastycznie o nowej władzy ludowej. Doktor ledwie uchodzi z życiem dzięki wstawiennictwu Komarowskiego, obecnie pracującego dla partii, ale tęskniącego w głębi duszy za burżuazyjną przeszłością – „Skarga Komarowskiego”.
Jako przedstawiciel burżuazji i poeta „apolityczny” Żywago nie jest w Moskwie bezpieczny, rodzina doktora też nie. Jego chora teściowa, Anna, namawia ich do wyjazdu do nieużywanej od lat wiejskiej posiadłości. Okazuje się, że leży ona w pobliżu miejscowości Juriatin, gdzie przebywa Lara. Żywago obawia się, że odnowienie kontaktu z muzą może doprowadzić do rozpadu małżeństwa.

### Akt II
Gdzieś daleko, pod Uralem wszyscy mężczyźni zostali wcieleni do białej lub czerwonej armii w rosyjskiej wojnie domowej. Jedna z kobiet, Jelenka, rozpacza, że jej mąż może nie powrócić. Lara pociesza ją śpiewając, że „Jest on” zawsze w jej myślach, natomiast jej własne myśli krążą nieustannie wokół Jurija.
Tymczasem, kiedy Jurij przybywa w okolicy, zostaje porwany po wyjściu z wagonu i zaprowadzony do – mieszczącego się w pociągu pancernym – sztabu Strielnikowa, zbuntowanego dowódcy Armii Czerwonej. Okazuje się, że jest nim Pasza, który przyjął nową tożsamość. Nie odczuwa „Litości za grosz” wobec swoich oponentów. Jurija uważa za uprzywilejowanego przedstawiciela skorumpowanej klasy posiadaczy, których obwinia za zdeprawowanie Lary.
Rodzina doktora Żywago nie jest bezpieczna nawet na wsi, na co liczyła Tonia. Jej ojciec, Aleksander, pokazuje dawną posiadłość wnukowi, małemu Saszy. Nie mogą zamieszkać „W domu tym”, zajmują więc domek ogrodnika. Tonia wysyła męża do biblioteki w miasteczku, licząc, że Jurij powróci do pisania poezji. Bibliotekarką jest tam Lara i oboje z Żywago przestają wreszcie ukrywać swoje uczucie. Lara obawia się jednak, że jej mąż Pasza/Strielnikow nieustannie ma ich na oku.
Jurij przekonuje Larę, że ich miłość nie jest grzeszna. Komarowski jest działaczem partyjnym, ale zarówno on, jak i Strielnikow, usychają z tęsknoty za Larą. Tonia zaczyna się domyślać, że traci męża. Trzej mężczyźni kochają się w jednej kobiecie i jest nią Lara. Dwie kobiety kochają się w jednym mężczyźnie i jest nim Jurij Żywago.
A jednak zdrada własnych ideałów jest dla Jurija nie do wytrzymania. Decyduje się na rozstanie z Larą. Tymczasem zazdrość zawładnęła już Strielnikowem do tego stopnia, że wydaje rozkaz uprowadzenie Żywagi, aby ten służył jako lekarz w zbuntowanym oddziale Armii Czerwonej w lasach Syberii. Zgrają zdziczałych partyzantów dowodzi uzależniony od opium Liberiusz.
Przedłużająca się nieobecność Jurija niepokoi Tonię, która jedzie do miasteczka, aby w bibliotece zapytać o losy męża, jednak Lara nie ma dla niej żadnej wiadomości. Podczas tego jedynego spotkania żony i kochanki „Zdziwienia nie ma w tym”, że ta druga kobieta również kocha Żywago. Okropieństwa wojny i zbrodnie dokonywane przez czerwonych złoczyńców zmuszają Jurija do pokonania strachu i działania. Po desperackiej ucieczce przez Syberię, w czasie której ogląda tylko „Popiół i łzy”, Żywago dociera półżywy do wiejskiej rezydencji. Kiedy budzi się z gorączki w skutej lodem posiadłości, opiekuje się nim… Lara.
Jurij jest zdruzgotany wiadomością, że Tonia i Sasza musieli uciekać z Rosji, by ratować życie. Już nigdy nie zobaczy żony i syna. Lara pociesza go, tłumacząc, że do czasu nadejścia Armii Czerwonej, co jest równoznaczne ze śmiercią obojga, mogą żyć razem tak, jak zawsze marzyli – jak mąż i żona.
Komarowski, mężczyzna, który uwiódł kiedyś Larę, nigdy nie przestał jej kochać. Pojawia się nagle i oznajmia, że Pasza/Strielnikow został rozstrzelany na rozkaz partii, która nie potrzebuje już ekstremistów jego typu. Przygotował dla Lary i Jurija fałszywe paszporty, aby razem z nim uciekli z kraju. Żywago obawia się jednak, że jego obecność może sprowadzić śmierć na nich wszystkich. Jedyną nadzieję dla Lary widzi w jej ucieczce z Komarowskim. Aby ocalić życie jej i ich nienarodzonego dziecka, Jurij kłamie, że dołączy do nich w późniejszym czasie. Ufając mu, Lara niechętnie godzi się na wyjazd z Komarowskim. Po rozstaniu Żywago pisze wiersz, w którym przywołuje jej postać, a następnie wpada w rozpacz. Nagle pojawia się… Pasza/Strielnikow, jak się okazuje żywy. Czyta wiersz Jurija o Larze i jest wyraźnie poruszony. Nie potrafiąc żyć bez Lary i bez rewolucji, którą prowadził, aby pomścić utraconą cześć żony, Pasza popełnia samobójstwo.

### Epilog
Wiele lat później, na moskiewskim cmentarzu, pojawia się Lara. Jakimś cudem przyjechała potajemnie do stalinowskiej Rosji z Paryża, gdzie mieszka z córką, dzieckiem Jurija. Dziewczynka ma na imię Katerina, od imienia nieznanej ukochanej poległego Janko. Lara „przedstawia” córkę zmarłemu ojcu. Chociaż wiersze Żywagi znane są w świecie, jego twórczość jest zakazana w Związku Radzieckim. Katerina odczytuje na głos wiersz napisany przez Jurija, „Tu gdzie czeka czas”'. Stopniowo dołączają do nich inni żałobnicy, trzymając w rękach nielegalne wydania wierszy Jurija Żywagi. Poezja zwyciężyła rewolucję.

## Obsada
Obsada musicalu (wyłoniona w drodze castingu):
| Jurij Żywago              | Łukasz Zagrobelny    | Rafał Drozd          |                      |
| Lara Guichard             | Paulina Janczak      | Agnieszka Przekupień | Anna Gigiel          |
| Wiktor Komarowski         | Tomasz Steciuk       | Damian Aleksander    | Dariusz Kordek       |
| Pasza Antipow/Strielnikow | Tomasz Bacajewski    | Marcin Wortmann      | Bartłomiej Łochnicki |
| Tonia Gromieko            | Monika Ziółkowska    | Monika Bestecka      | Dorota Białkowska    |
| Aleksander Gromieko       | Tomasz Madej         | Grzegorz Pierczyński |                      |
| Anna Gromieko             | Anita Steciuk        | Anna Sztejner        |                      |
| Liberiusz                 | Bartłomiej Łochnicki | Maciej Nerkowski     |                      |
| Gints                     | Maciej Nerkowski     | Rafał Supiński       |                      |

W spektaklu występują także:
- Pop – Krzysztof Drugow | Roman Chumakin
- Tusia – Wojciech Ziółkowski | Kiryll Lepay
- Narzeczona Tusi – Dorota Białkowska | Monika Ziółkowska
- Markieł – Bogdan Kordy | Krzysztof Stankiewicz
- Janko – Rafał Supiński | Kamil Wróblewski
- Szulgin – Maksym Fedorov | Leszek Gaiński
- Guliobowa – Sylwia Mądra | Karolina Kuklińska
- Nadia – Anna Gigiel | Joanna Jurczuk
- Jelenka – Dorota Białkowska | Hanna Różankiewicz
- Kubarika – Monika Ziółkowska | Dorota Białkowska
- Przemawiający – Krzysztof Szyfman

Balet: Katarzyna Gocał, Hanna Mocarska, Patrycja Magusiewicz, Natalia Jóźwik, Nika Warszawska, Ewelina Kruk, Emilia Ohajm, Arkadiusz Jarosz, Patryk Rybarski, Bartłomiej Marszałek, Bartosz Statkiewicz, Tomasz Kaczyński, Karol.
oraz Chór i Orkiestra Opery i Filharmonii Podlaskiej
- kierownik Chóru OiFP – Violetta Bielecka
- kierownik Chóru Dziecięcego OiFP – Ewa Rafałko